# Adolfo Osta
Adolfo Osta Pérez (n. Pamplona, 28 de enero de 1966) es un cantautor e intérprete español de música tradicional residente en Barcelona y reconocido artísticamente como Adolfo Osta.

## Trayectoria artística
Licenciado en Filología Hispánica por la Universidad de Barcelona en 1990, realizó algunos cursos y seminarios de música y literatura tradicional, así como trabajos de campo también sobre el cancionero tradicional. Estudió guitarra clásica, laúd renacentista, solfeo y canto.
Inició su actividad concertística en 1990 actuando como solista o como integrante de diversas formaciones y acompañando a otros músicos. Con un estilo trovadoresco, Osta ha cantado en diversas lenguas que se hablaban en Europa en la Edad Media difundiendo la poesía trovadoresca y cantos sefarditas y ha estudiado el pasado musical medieval de España y dos puntos han sido claves en el desarrollo de su obra, la cultura trovadoresca y la España de las 3 culturas.
Colabora con la cantante Rosa Zaragoza y participa en sus discos desde el año 1991 al 1994. También ha colaborado con el compositor y guitarrista Toni Xuclà, con el que grabó un disco sobre doce poemas de Federico García Lorca musicados por el propio Xuclà, salvo una canción tradicional, la "Canción del jinete" de Paco Ibáñez, y la "Ciudad encantada" de Amancio Prada, el título fue "Te mandaré mi corazón caliente".
Realizó la selección musical, además de la voz, en los espectáculos "El collar de la paloma" de Ibn Hazm y "Antología de Ibn Hazm de Córdoba a Jaime Gil de Biedma", de la compañía Teatre del Repartidor, participó en la conmemoración del Milenario de Ibn Hazm de Córdoba. Posteriormente trabajó en la dirección musical, voz y como músico en el espectáculo "Entremeses del Siglo de Oro", una coproducción de El Silbo Vulnerado, Tántalo Teatro y Diputación General de Aragón.
Su disco "Alba que no tiene tarde" contiene composiciones andalusíes y sefardíes, temas de trovadores galaico-portugueses y canciones tradicionales de Cataluña, País Vasco y Castilla, en el que colabora con el cantaor de flamenco Miguel Poveda, quien canta dos temas: "Suerte" y "Vida y muerte".
Ha colaborado en diversos espectáculos con la intérprete Ester Formosa, en su disco "Avedivare" de 2002, con doce temas cantados en sefardí, portugués, castellano, euskera y catalán, canciones tradicionales de entre los siglos XIV y XIX, un tema de Martín Codax y un homenaje a José Afonso Y en 2004 trabajaron en el espectáculo "No me vengas con romances" que recuperaba romances de Castilla. En 2005, editan el disco conjunto "Perquè vull i altres cançons", producción de 2004 con un conjunto de versiones de diferentes cantautores, el título homenajea a una canción de Ovidi Montllor que abre este repaso por diversos clásicos de la canción de autor.
En 2006, presenta sus recitales "Juglares: Pase el Agoa", con un repertorio que recorre la lírica tradicional partiendo de los trovadores del siglo XII y llegando a los juglares, bufones y comediantes del XVI, incluyendo romances sobre el amor y la muerte y "Novia de la Cara Blanca" que es un recorrido musical por el repertorio tradicional sefardita a cargo de uno de los cantantes más representativos de la lírica popular en España.
En 2007, crea e interpreta el espectáculo Maravia. Cançons de mariners, pelegrins i mercaders (Maravía. Canciones de marineros, peregrinos y comerciantes), un recorrido musical a través de las tradiciones europeas, transmitidas oralmente de generación en generación y difundidas por personajes nómadas que las pasearon por el continente. Mercaderes y peregrinos son algunos de los responsables de que ese rico legado sonoro haya sobrevivido al paso del tiempo, Adolfo Osta contribuye con este trabajo a su difusión, es editado en CD en 2008.
En 2012, presenta su nuevo espectáculo conjunto con Ester Formosa, lleva por título "La vida, anar tirant", dedicado a la canción de autor y la poesía y editado en CD en 2013, con temas en catalán, castellano y gallego.
En 2022, Adolfo Osta publica Primavera, acompañado por los músicos Cati Plana y Manel Segarra, un disco en edición digital con doce temas tradicionales sefarditas y trovadorescos, que es editado en formato CD en 2024.

## Discografía[14]
- Lonja, paraula d'amar (De la joglaresca tradicional) (Tecnosaga, 1992)
- Pase el agoa (Tecnosaga, 1993)
- Amor, ei (Tecnosaga, 1997)
- Te mandaré mi corazón caliente (Ventilador Music, 1999)
- Alba que no tiene tarde (Ventilador Music, 2000)
- Avedivare (Ventilador Music, 2002)
- Perque vull i altres cançons (Ventilador Music, 2005) junto a Ester Formosa
- Maravia - Cançons de mariners, pelegrins i mercaders (Ventilador Music, 2008)
- La vida, anar tirant, segundo trabajo discográfico junto a Ester Formosa. (Ventilador Music, 2013)
- Primavera, acompañado por Cati Plana y Manel Segarra. (Edición digital, 2022; formato CD, Ventilador Music 2024)